# 加藤哲郎 (政治学者)
加藤 哲郎（かとう てつろう、1947年1月16日 - ）は、日本の政治学者。一橋大学名誉教授。早稲田大学客員教授。「尾崎=ゾルゲ研究会」代表。

## 略歴
- 1947年 - 岩手県盛岡市生まれ。
- 1965年 - 岩手県立盛岡第一高等学校卒業。
- 1970年 - 東京大学法学部第3類（政治コース）卒業。株式会社大月書店に入社。
- 1978年 - 名古屋大学法学部助手に就任。
- 1980年 - 一橋大学社会学部専任講師に就任。
- 1981年 - 一橋大学社会学部助教授に就任。
- 1989年 - 一橋大学社会学部教授に就任。
- 1993年 - 論文「コミンテルンの世界像 ―世界政党の政治学的研究-」で名古屋大学より博士（法学）の学位を取得。
- 1996年 - デリー大学中国日本研究所客員教授に就任。
- 1999年 - メキシコ大学院大学客員教授に就任。
- 2000年 - 一橋大学大学院社会学研究科教授に就任。
- 2010年 - 早稲田大学大学院政治学研究科客員教授に就任。一橋大学を定年退職し、名誉教授に就任。
- 2022年 - 11月、「尾崎=ゾルゲ研究会」を設立。代表に就任[1][2]。

## 人物
- 「永続民主主義革命」論に基づいた市民社会の構築を目指している。
- 丸山真男を高く評価している。
- 北朝鮮による日本人拉致問題解決を求める意見広告をニューヨーク・タイムズに掲載する運動を行なった「意見広告7人の会」呼びかけ人（残りの6人は有田芳生、勝谷誠彦、重村智計、高世仁、日垣隆、湯川れい子）。
- 指導学生に丹野清人（東京都立大学）、堀江孝司（東京都立大学）、白井聡（京都精華大学）、木下ちがや（明治学院大学研究員）など[3]。

## 著書

### 単著
- 『国家論のルネサンス』（青木書店、1986年）
- 『ジャパメリカの時代に――現代日本の社会と国家』（花伝社、1988年）
- 『社会主義と組織原理』（窓社、1989年）
- 『戦後意識の変貌』（岩波書店、1989年）
- 『東欧革命と社会主義』（花伝社、1990年）
- 『社会主義の危機と民主主義の再生――現代日本で市民であること』（教育史料出版会、1990年）
- 『コミンテルンの世界像――世界政党の政治学的研究』（青木書店、1991年）
- 『ソ連崩壊と社会主義――新しい世紀へ』（花伝社、1992年）
- 『社会と国家』（岩波書店、1992年）
- 『国民国家のエルゴロジー――『共産党宣言』から『民衆の地球宣言』へ』（平凡社、1994年／平凡社ライブラリー、2002年）
- 『モスクワで粛清された日本人――30年代共産党と国崎定洞・山本懸蔵の悲劇』（青木書店、1994年）
- 『現代日本のリズムとストレス――エルゴロジーの政治学序説』（花伝社、1996年）
- 『20世紀を超えて――再審される社会主義』（花伝社、2001年）
- 『象徴天皇制の起源――アメリカの心理戦「日本計画」』（平凡社新書、2005年）
- 『情報戦の時代――インターネットと劇場政治』（花伝社、2007年）
- 『情報戦と現代史─―日本国憲法へのもうひとつの道』（花伝社、2007年）
- 『ワイマール期ベルリンの日本人――洋行知識人の反帝ネットワーク』（岩波書店、2008年）
- 『日本の社会主義――原爆反対・原発推進の論理』（岩波現代全書、2013年）
- 『ゾルゲ事件――覆された神話』（平凡社新書、2014年）
- 『「飽食した悪魔」の戦後─―731部隊と二木秀雄『政界ジープ』』（花伝社、2017年）
- 『731部隊と戦後日本─―隠蔽と覚醒の情報戦』（花伝社、2007年）
- 『パンデミックの政治学─―「日本モデル」の失敗』（花伝社、2020年）

### 共著
- （伊藤正直・高橋祐吉・田端博邦・寺西俊一）『これからの日本を読む――現代社会入門』（労働旬報社、1987年）
- （井上純一・鈴木浩・橋本和孝・三井逸友）『東京――世界都市化の構図』（青木書店、1990年）
- （川上武）『人間 国崎定洞』（勁草書房、1995年）
- （小河孝）『731部隊と100部隊　知られざる人獣共通感染症研究部隊』（花伝社、2022年）

### 共編著
- （ロブ・スティーヴン）『国際論争・日本型経営はポスト・フォーディズムか?』（窓社、1993年）
- （田口富久治・小野耕二・中谷義和）『講座現代の政治学（全3巻）』（青木書店、1994年）
- （石上英一・工藤善通・五味文彦・高埜利彦・西成田豊・藤井譲治・由井正臣・和田晴吾）『岩波日本史辞典』（岩波書店、1999年）
- （渡辺雅男）『20世紀の夢と現実――戦争・文明・福祉』（彩流社、2002年）
- （島崎爽助）『島崎蓊助自伝――父・藤村への抵抗と回帰』（平凡社、2002年）
- （國廣敏文）『グローバル化時代の政治学』（法律文化社, 2008年）
- （田中ひかる・堀江孝司・小野一）『国民国家の境界（政治を問い直す）』（日本経済評論社、2010年）
- （神山伸弘・今井晋哉）『差異のデモクラシー（政治を問い直す）』（日本経済評論社、2010年）
- （丹野清人）『民主主義・平和・地球政治』（日本経済評論社、2010年）
- 『劉暁波と中国民主化のゆくえ』矢吹晋・及川淳子共著訳（花伝社、2011年）
- （井川充雄）『原子力と冷戦―日本とアジアの原発導入』（花伝社、2013年）

### 訳書
- マーティン・カーノイ『国家と政治理論』（御茶の水書房、1992年）
- ウィリアム・F・フィッシャー、トーマス・ポニア編『もうひとつの世界は可能だ――世界社会フォーラムとグローバル化への民衆のオルタナティブ』（日本経済評論社、2003年）
- オーウェン・マシューズ『ゾルゲ伝―スターリンのマスター・エージェント』

「新資料が語るゾルゲ事件2」（鈴木規夫共訳、みすず書房、2023年）